# Silky terrier
Silky terrier[Nota] ou silky terrier australiano (em inglês:  australian silky terrier) é uma raça de cão oriunda da Austrália, sendo fisicamente parecido com o yorkshire terrier. Historicamente, essa raça foi "fabricada" ao que numerosos yorkshires chegaram à Austrália em 1800. Cruzados com os terriers australianos, o objetivo era o de encontrar um animal cuja pelagem detivesse uma melhor coloração. Ao que foi possível distinguir essa terceira raça, estes novos exemplares foram cruzados entre si para estabelecer um padrão. O silky, apesar do tamanho, é visto como um autêntico terrier: é um caçador de roedores eficiente, de temperamento amigável e companheiro.